# فرودگاه سان‌ریور

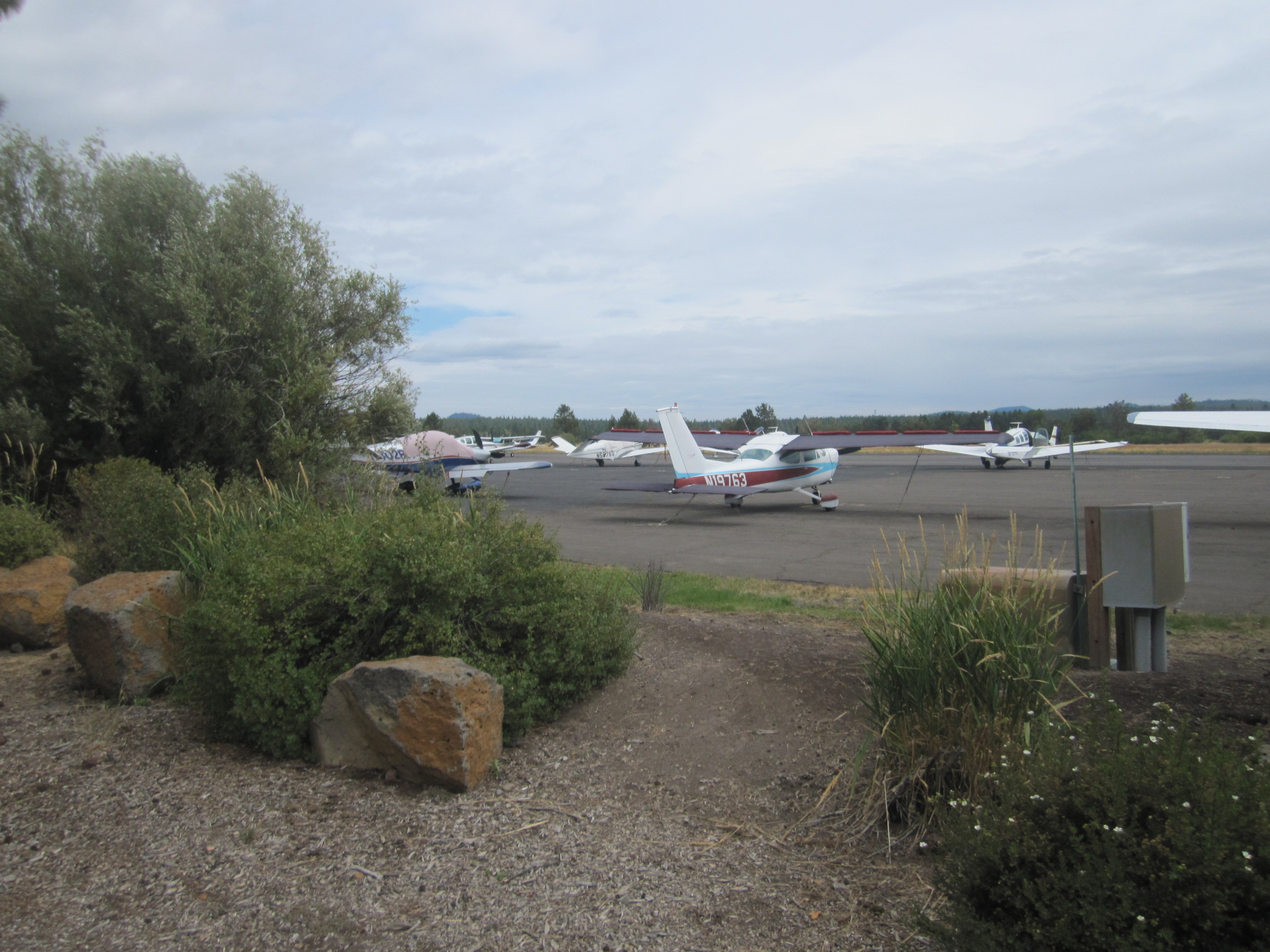
فرودگاه سان‌ریور

فرودگاه سان‌ریور (به انگلیسی: Sunriver Airport) یک فرودگاه همگانی با کد یاتا SUO است که یک باند فرود آسفالت دارد و طول باند آن ۱۶۶۳ متر است. این فرودگاه در کشور ایالات متحده آمریکا قرار دارد و در ارتفاع ۱۲۶۹ متری از سطح دریا واقع شده است.